# Ateuchus tridenticeps
Ateuchus tridenticeps är en skalbaggsart som beskrevs av Gilbert John Arrow 1913. Ateuchus tridenticeps ingår i släktet Ateuchus och familjen bladhorningar. Inga underarter finns listade.